# Dolichopus meyeri
Dolichopus meyeri är en tvåvingeart som beskrevs av Yang 1998. Dolichopus meyeri ingår i släktet Dolichopus och familjen styltflugor. Inga underarter finns listade i Catalogue of Life.